# 扇尾副櫛尾鱈
扇尾副櫛尾鱈，為輻鰭魚綱鱈形目鼠尾鱈科的其中一種，分布於西北大西洋中洋脊海域，屬深海底棲性魚類，深度2250-4500公尺，體長可達39.3公分，棲息在大陸坡底層水域，生活習性不明。